# Beringovsky (local habitado)
Beringovsky (em russo:  Бе́ринговский; Chukchi: Гачгатагын) é uma localidade urbana em Anadyrsky, distrito do Okrug Autônomo de Chukotka, na Rússia, e uma porta para o Mar de Bering. Segundo o Censo 2010, sua população era de 1,401.

## História
Em 1826, a baía de Ugolnaya  (lit. carvão bay), sobre a qual Beringovsky está situada, foi primeiramente avistada pela  saveiro russa  Senyavin comandada por Fyodor Litke em uma missão para mapear e explorar a costa do Mar de Bering.
Em 1886, uma expedição liderada pelo Capitão A. A. Ostolopov no clipper Strelok descobriu espessas camadas de carvão na localidade. Este carvão foi utilizado, posteriormente, para os navios e é a razão por que a baía é assim chamada. 
Estudos geológicos para o desenvolvimento industrial deste campo começaram entre 1933-1934 por toda o Instituto União Ártico, seguido por expedição exploratória do Chefe da Direção da Rota do Mar do Norte (Glavsevmorput).
Após a descoberta do carvão, o primeiro assentamento foi criado para servir à nova mina Bukhtugol. Em abril de 1957, o distrito de Beringovsky foi criado dentro do Okrug Nacional de Chukotka com o centro administrativo em Ugolny.
Devido ao estabelecimento do distrito de Beringovsky, Ugolny foi renomeado Beringovsky em 1966. Em 1975, o assentamento foi movido para um lugar chamado Nagorny, que foi renomeado Beringovsky para dar continuidade para o centro administrativo.
No final da década de 1990, Beringovsky tinha uma população de cerca de 3.000 quando todo aquecimento, água e eletricidade falhou, criando uma situação extremamente grave em tal local remoto. Este problema foi, em seguida, agravado pelo então Governador Nazarov proibira repórteres e pesquisadores, de Moscou e do exterior, de visitar a área, bem como a censura de email de saída e telegramas da comunidade.
Após este incidente, fontes relatam que (ao abrigo de um programa de reassentamento, projetado por Roman Abramovich e executado por Regionstroy - uma empresa privada estabelecida pela administração do Okrug) quase toda a população de Beringovsky havia sido reassentada no final de 2002.
No Entanto, isso não parece estar de acordo com o resultado oficial do censo de 2002. Thompson estima a população de Beringovsky no final da década de 1990 como sendo em torno de 3.000; no entanto, em 2002, os resultados do Censo dão uma população de pouco menos de 2.000.
Mais confusão é adicionada quando Thompson refere-se especificamente ao Beringovsky como estando em " processo oficial de liquidação". No entanto, não há de que Beringovsky tenha sido liquidada ou esteja em processo de liquidação, estando incluída em todas as documentações legais relevantes, como um sobrevivente de liquidação em âmbito municipal e administrativo.

## Status administrativo e municipal
Dentro do quadro de divisões administrativas, Beringovsky é diretamente subordinada ao distrito de Anadyrsky. Como uma divisão municipal, Beringovsky é incorporado ao município de Anadyrsky  como um assentamento urbano.

## Economia
A economia do assentamento tem sido tradicionalmente dominada pela mineração de carvão e a maioria dos atuais moradores estão envolvidos na mineração em si ou na parte administrativa do negócio de mineração.Como resultado deste, a proporção indígena da população é relativamente baixa, se comparado a outros assentamentos em Okrug autônomo, isto é, cerca de 350 a partir de 2006.

## Transporte
Beringovsky tem o Aeroporto de Beringovski
Há um porto em Beringovsky, utilizado principalmente para o carvão extraído.
Beringovsky não é ligado a qualquer outra localidade habitada por estradas permanentes.